# Леви, Рональд
Роналд Леви (Ronald Levy; род. 6 декабря 1941, Кармел, Калифорния) — американский учёный-медик, онколог, специалист по лечению лимфомы, пионер в области иммунотерапии рака. Профессор Стэнфордского университета, член Национальных Академии наук (2008) и Медицинской академии (2007) США.
Окончил Гарвардский университет (бакалавр биохимии, 1963). Степень доктора медицины получил в Стэнфордском университете в 1968 году.
В 1968—1970 годах в Massachusetts General Hospital. В 1970—1972 годах в Национальном институте рака. В 1972—1973 годах фелло медцентра Стэнфордского университета. В 1973—1975 годах в израильском Институте Вейцмана. С 1975 года в онкологическом подразделении Стэнфордской школы медицины: ассистент-профессор, с 1981 года ассоциированный профессор, с 1987 года профессор (ныне именной, Helen K. Summy Professor) и с того же года именной профессор (Frank and Else Schilling Professor) Американского общества рака, с 1993 года также возглавляет указанное подразделение; также состоит членом Стэнфордского института рака и Стэнфордской университетской инициативы Bio-X. В 1977—1982 годах исследователь Медицинского института Говарда Хьюза. Член American Society for Clinical Investigation (1979) и Академии Американской ассоциации исследований рака (2014).
Лауреат "арабской нобелевки" (2009) - учреждённой в Саудовской Аравии международной премии короля Фейсала - за создание препарата для лечения неходжкинской лимфомы [4].

## Награды
- Armand Hammer Award for Cancer Research (1982)
- Ciba-Drew Award[англ.] (1983)
- Dr. Josef Steiner Krebsforschungspreis[нем.] (1989)
- Joseph H. Burchenal Clinical Cancer Research Award, AACR (1997)
- Karnofsky Award, Американское общество клинической онкологии (1999)
- Charles F. Kettering Prize[англ.], General Motors Cancer Research Foundation (1999)
- Centeon Award, 6th International Conference on Bispecific Antibodies (1999)
- C. Chester Stock Award, Memorial Sloan Kettering Cancer Center (2000)
- Медаль Почёта Американского общества рака (2000)
- Key to the Cure Award, Cure for Lymphoma Foundation (2000)
- Evelyn Hoffman Memorial Award, Lymphoma Research Foundation of America (2001)
- Jeffrey A. Gottlieb Memorial Award, MD Anderson Cancer Center (2003)
- Damashek Prize, American Society of Hematology[англ.] (2004)
- Медаль Почёта, Discovery Health Channel[англ.] (2004)[3]
- de Villiers International Achievement Award, Leukemia & Lymphoma Society[англ.] (2007)
- Международная премия короля Фейсала по медицине (2009)[4]
- AACR-CRI Lloyd J. Old Award in Cancer Immunology[англ.] (2016)
- Outstanding Investigator Award Национального института рака (2016)[5]